# Sniježnica Konavoska
Sniježnica Konavoska je pohoří v jižní Dalmácii, v nejjižnějším cípu Chorvatska. Horský hřeben se táhne jihovýchodně od města Cavtat až po hranici Černé Hory. V dobách existence Římské říše byl známý pod názvem Mons Cademus. Jeho nejvyšší vrchol, Ilijin vrh, dosahuje výšky 1234 m n. m. Pohoří je dlouhé 52 km a patří k nejteplejším v Chorvatsku s nadmořskou výškou řady vrcholků nad 1000 m.

## Geografické poměry
Ve směru na východ přes hranici s Černou Horou přechází tento horský hřeben postupně v Orjen, který dosahuje nadmořské výšky 1894 m. Východní hranici Snjiženice představuje sedlo Jablan Do-Grab (839 m) v blízkosti státní hranice. Na západě klesá k nižšímu pohoří Žaba (953 m) až k ústí Neretvy do Jaderského moře. Pohoří je přístupné po několika silnicích, a to buď od města Cavtat ze západu, nebo z vesnic Kuna Konavoska či Dunave ve východní části pohoří. S výjimkou několika málo vesnic u jižního okraje pohoří není Sniježnica nikterak osídlena, ani zemědělsky využívána. Ve východní části pohoří se nachází hrad Sokol grad. V blízkosti vesnice Kuna Konavoska se nachází nejjižnější horská chata v Chorvatsku.
Silnice na vrchol pohoří byly budovány již v dobách existence Rakousko-Uherska, a to z vojenskostrategických důvodů. Z vrcholku hor bylo možné ostřelovat řadu oblastí v celé jižní Dalmácii. 
Z pohoří, které tvoří vápencové skalní formace, je k dispozici výhled na Jaderské moře, Konavosko Polje (jižním směrem) a vnitrozemí Bosny a Hercegoviny (severním směrem). Při dobré viditelnosti je možné spatřit i ostrovy Mljet, Korčula, Lastovo a poloostrov Pelješac, či pohoří Črvšnica, Prenj, Velež, Zelengora, Durmitor, Orjen, Lovćen, Komovi, Prokletije a další (severním a východním směrem).
Nejvyšší vrcholy pohoří jsou Ilijin vrh (1234 m), Velji vrh (1156 m), Kosmać (1046 m) a Štedar (1165 m).

## Vegetace
Svahy pohoří jsou pokryté typickou řídkou středozemní vegetací, mezi kterou patří např. habrovec habrolistý, smrk a makchie. Makchie přecházejí na jižních svazích postupně v borové lesy, které bývají v letních měsících ničeny častými požáry. Řídké lesy zde tvoří také ještě dub balkánský nebo borovice Heldreichova, která se vyskytuje v nejvýchodnější části pohoří. Roste zde také mandragora.